# ساترا (باشقیرستان)
ساترا (انگلیسی: Satra, Republic of Bashkortostan) یک شهرک در شهرستان بلورتسکی باشقیرستان کشور روسیه است.